# Dżirdża
Dżirdża (arab. جرجا) – miasto w środkowo-wschodnim Egipcie (muhafaza Sauhadż), nad Nilem. W 2006 roku zamieszkiwało je ok. 103 tys. mieszkańców. Ośrodek handlowy regionu uprawy bawełny i trzciny cukrowej; siedziba biskupstwa koptyjskiego; cukrownia, oczyszczalnie bawełny; przemysł mleczarski; garncarstwo; port rzeczny.